# Marc Fasol
Marc Fasol (Brussel, 1960) is een Belgische fotograaf en fotojournalist. 

## Werk
Fasol is voornamelijk gespecialiseerd in fotografie rond de thema's natuur, milieu, landbouw en erfgoed. Zijn belangrijkste en bekendste werkgebied is het Andes-gebied. Hij trok meerdere malen naar het gebied in Zuid-Amerika. Hij publiceerde in het Frans ook een tweetal reisverhaalboeken over de Andes, naast enkele andere onderwerpen. Zijn werken werden ook in diverse tijdschriften gepubliceerd, zoals in Vif-L’Express en Femmes d’Aujourd’hui.

## Boeken
- Equateur, terre et lumière des Andes (1999)
- Au cœur des Andes (1999)
- Galapagos, nées du feu et de la légende (2002)
- Wallonie, un art de vivre entre villes et campagne (2003)
- L’Ile de Pâques 1934 – 2004 (2005)

## Exposities
- Terre et Lumière des Andes (Brussel 1992)
- Indiens d’Equateur, renaissance d’une culture (Jette 1993)
- Caravanes des Andes (Brussel 2000)
- Galapagos, un patrimoine à sauver (Luxemburg 2001)
- Galapagos, nées du feu et de la légende (Brussel 2002)

## Audiovisueel
In het Nederlands: 
- Kleurbekennen
- In de schaduw van de vulkanen